# Parafia Najświętszej Marii Panny Matki Pocieszenia w Oławie
Parafia Matki Bożej Pocieszenia w Oławie znajduje się w dekanacie Oława w archidiecezji wrocławskiej. Erygowana w 1973. 
Obsługiwana przez kapłanów archidiecezjalnych. Jej proboszczem jest ks. Tomasz Czabator. 

## Parafialne księgi metrykalne
| Księgi metrykalne | Okres ewidencji             |
| ----------------- | --------------------------- |
| chrztów           | 1584–1661 1685–1864 od 1924 |
| ślubów            | 1591-1661 1685–1873 od 1945 |
| zgonów            | 1591–1665 od 1685           |

## Zasięg parafii
- Ścinawa
- Ścinawa Polska
- Oława
  - Browarniana
  - Brzeska
  - Dzierżonia
  - Gazowa
  - Kamienna
  - Kasprowicza
  - Kolejowa
  - Kościelna
  - T. Kościuszki
  - Krótka, Kwiatowa
  - 11 Listopada
  - Magazynowa
  - 1 Maja
  - 3 Maja
  - pl. św. M.M. Kolbe
  - K. Miarki
  - Młyńska
  - Pałacowa
  - Parkowa
  - marszałka J. Piłsudskiego
  - Portowa
  - św. Rocha
  - Różana
  - Rybacka
  - Rynek
  - Rzemieślnicza
  - Sienkiewicza
  - pl. Starozamkowy
  - gen. Wł. Sikorskiego
  - Spacerowa
  - Wrocławska |url = http://
  - Zielna
  - Zwierzyniec Duży
  - Zwierzyniecka
  - Żołnierzy Armii Krajowej
  - Żołnierza Polskiego

## Grupy parafialne
Przy parafii swoją działalność prowadzą: Żywy Różaniec, Straż Honorowa Najświętszego Serca Jezusowego, Straż Honorowa Niepokalanego Serca Maryi, Czciciele Miłosierdzia Bożego, Eucharystyczny Ruch Młodych, chór parafialny, Bractwo Dobrej Śmierci, Krąg Biblijny, Biuro Radia Maryja, Czciciele św. Józefa, Czciciele św. Rocha, Katolickie Stowarzyszenie Młodzieży.

## Miejsca kultu
- Kościół Najświętszej Maryi Panny Matki Pocieszenia w Oławie – kościół parafialny, sanktuarium ust. w 2000 roku[7]
- Kościół pomocniczy pw. św. Józefa w Oławie[8], ul. ks. Prałata Jana Janowskiego
- Kościół pomocniczy pw. św. Rocha w Oławie, ul. św. Rocha
- Kaplica pw. św. Jana Chrzciciela i św. Andrzeja Świerada w Ścinawie Polskiej

## Proboszczowie
- ks. Tadeusz Pilawski, repatriant z Radziechowa
- ks. Franciszek Kutrowski (ur. 1907 w Buczaczu)
- ks. Tomasz Czabator (od 2014)[6]